# Adaptación cromática
La adaptación cromática es la capacidad del sistema visual humano de ajustarse a los cambios de iluminación para preservar la apariencia de los colores de los objetos. Es responsable de la apariencia estable de los colores de los objetos a pesar de la amplia variación de luz que puede reflejarse en un objeto al ser observado por nuestros ojos. Una función de transformación de adaptación cromática (CAT) emula este importante aspecto de la percepción del color en los modelos de apariencia del color.
Un objeto puede ser visto bajo diversas condiciones. Por ejemplo, puede estar iluminado por la luz del sol, la luz de un fuego o una luz eléctrica dura. En todas estas situaciones, la visión humana percibe que el objeto tiene el mismo color: una manzana siempre aparece roja, ya sea vista de noche o durante el día (a menos que sea verde). Por otro lado, una cámara sin ajuste para la luz puede registrar que la manzana tenga un color variable. Esta característica del sistema visual se llama adaptación cromática o constancia del color; Cuando la corrección ocurre en una cámara, se denomina balance de blancos.
Aunque el sistema visual humano generalmente mantiene constante el color percibido bajo diferentes niveles de iluminación, hay situaciones donde el brillo relativo de dos estímulos diferentes aparecerá invertido a diferentes niveles de iluminación. Por ejemplo, los pétalos de color amarillo brillante de las flores aparecerán oscuros en comparación con las hojas verdes con poca luz, mientras que lo contrario es cierto durante el día. Esto se conoce como el efecto de Purkinje y surge porque la sensibilidad máxima del ojo humano se desplaza hacia el extremo azul del espectro a niveles de luz más bajos.

## Transformación Von Kries
El método de adaptación cromática de von Kries es una técnica que a veces se utiliza en el procesamiento de imágenes de la cámara. El método consiste en aplicar una ganancia a cada una de las respuestas de sensibilidad espectral de las células de cono humanas para mantener constante la apariencia adaptada de la constante blanca de referencia. La aplicación de la idea de Johannes von Kries de ganancias adaptativas en los tres tipos de células cónicas se aplicó explícitamente por primera vez al problema de la constancia del color por Herbert E. Ives, y el método se conoce a veces como la transformación Ives o la adaptación de von Kries-Ives.

La regla del coeficiente de von Kries se basa en la suposición de que la constancia del color se logra adaptando individualmente las ganancias de las tres respuestas del cono, las ganancias dependen del contexto sensorial, es decir, el historial del color y el sonido envolvente. Por lo tanto, las respuestas del cono {\displaystyle c'} de dos espectros radiantes se pueden combinar mediante la elección apropiada de las matrices de adaptación diagonal D1 y D2:
{\displaystyle c'=D_{1}\,S^{T}\,f_{1}=D_{2}\,S^{T}\,f_{2}}
Dónde {\displaystyle S} es la matriz de sensibilidad del cono y {\displaystyle f} es el espectro del estímulo de condicionante. Esto conduce a la transformación de von Kries para la adaptación cromática en el espacio de color LMS (respuestas de longitudes de onda largas, medias y cortas del espacio de respuesta de cono):
{\displaystyle D=D_{1}^{-1}D_{2}={\begin{bmatrix}L_{2}/L_{1}&0&0\\0&M_{2}/M_{1}&0\\0&0&S_{2}/S_{1}\end{bmatrix}}}
Esta matriz diagonal D asigna respuestas de cono, o colores, en un estado de adaptación a los colores correspondientes en otro; cuando se supone que el iluminante determina el estado de adaptación, esta matriz es útil como una transformación de adaptación de iluminación. Los elementos de la matriz diagonal D son las relaciones de las respuestas del cono (largo, medio, corto) para el punto blanco del iluminante.
La transformación más completa de von Kries, para los colores representados en el espacio de color XYZ o RGB, incluye transformaciones de matriz dentro y fuera del espacio LMS, con la transformación diagonal D en el medio.

## CIE modelos de apariencia de color
La Comisión Internacional de Iluminación (CIE) ha publicado un conjunto de modelos de apariencia de color, la mayoría de los cuales incluyen una función de adaptación de color. El CIELAB realiza una transformación de von Kries de tipo “simple” en el espacio de color XYZ, mientras que CIELUV utiliza una adaptación de punto blanco de tipo Judd (traslacional). Dos revisiones de modelos de apariencia de color más completos, CIECAM97 y CIECAM02, incluyen una función CAT, CMCCAT97 y CAT02 respectivamente. El predecesor de CAT02 es una versión simplificada de CMCCAT97 conocida como CMCCAT2000.